# Antonio Barluzzi
Antonio Barluzzi (Roma, 26 de setembro de 1884 – 14 de dezembro de 1960) foi um engenheiro e arquiteto italiano, célebre como "arquiteto da Terra Santa", tendo sido o arquiteto e restaurador de numerosos templos na Terra Santa, entre os quais o túmulo de Lázaro, a Igreja de Todas as Nações junto ao Jardim de Getsémani e a Igreja Dominus Flevit, no Monte das Oliveiras (1954). Trabalhando em projetos associados à custódia franciscana dos lugares santos, nunca chegou a ingressar na ordem.

## Obras
- Igreja de Todas as Nações, Getsémani, 1919–24
- Igreja da Transfiguração, Monte Tabor, 1919–24
- Igreja do Bom Pastor, Jericó.
- Igreja da Flagelação, Jerusalém (restauro).
- Igreja da Visitação, Ein Karem.
- Claustro de Belém (restauro)
- Igreja e Túmulo de São Lázaro, al-Eizariya.
- Igreja dos Anjos, Belém.
- Igreja Dominus Flevit, Monte das Oliveiras, 1954[1]
- Igreja de Betfagé, Monte das Oliveiras, (restauro)
- Escola feminina de Jericó, 1924.
- Hospital em Amã, Jordânia, 1926–28
- Hospital Kerak, Jordânia, 1931–33
- Igreja das Bem-aventuranças, Galileia, 1937-38[2]
- Patriarcado Católico Arménio, Beirute.
- Igrejas e edifícios anexos em Amã e Madaba, Jordânia.
- Igrejas paroquiais de Beth-Saur, Irbid e Zerka.
- Casa para os Padres Carmelitas de Haifa.
- The Church at Mount Carmel.
- Convento de Santo António, Jerusalém.
- Mosteiro Etíope (restauro).
- Instalações da delegação italiana em Teerão (restauro).
- Escola da Terra Santa, Jerusalém.
- Igreja Grega da Santa Face e Santa Verónica, Jerusalém (restauro).